# Lagenaria
Lagenaria és un gènere de plantes angiospermes de la família de les cucurbitàcies (Cucurbitaceae). Són plantes natives de l'Àfrica tropical i del sud.

## Descripció
Són plantes herbàcies monoiques enfiladisses anuals o perennes amb circells bifurcats. Les fulles són simples, amb pecíol, entre ovades i cordiformes o reniformes. Les flors són grans fragants i solitàries a les axil·les, presenten un receptacle en hipant de forma campanulada o d'embut en el cas de les flors masculines, i en forma de cúpula, en el cas de les flors femenines. El calze és format per cinc sèpals i la corol·la per cinc pètals blancs. Les flors masculines tenen un androceu amb tres estams. A les flors femenines al gineceu l'ovari és ínfer, ovat o cilíndric i amb nombrosos òvuls, hi ha 3 estigmes i l'androceu està representat per 3 estaminodis. La pol·linització és entomòfila. El fruit és una pepònide verda, de vegades amb taques blanques, i amb la paret exterior de consistència llenyosa a la maturitat, carnosa, amb nombroses llavors i de formes diferents, globoses, amb forma de pera, allargades, etc.

## Taxonomia
Aquest gènere va ser publicat per primer cop l'any 1825 a la revista Mémoires de la Société de Physique et d'Histoire Naturelle de Genève pel botànic francès Nicolas Charles Seringe (1776–1858).

### Espècies
Dins del gènere Lagenaria es reconeixen les sis espècies següents:
- Lagenaria abyssinica (Hook.f.) C.Jeffrey
- Lagenaria breviflora (Benth.) Roberty
- Lagenaria guineensis (G.Don) C.Jeffrey
- Lagenaria rufa (Gilg) C.Jeffrey
- Lagenaria siceraria (Molina) Standl.
- Lagenaria sphaerica (Sond.) Naudin

### Sinònims
Els següents noms científics són sinònims heterotípics de Lagenaria:
- Adenopus Benth.
- Sphaerosicyos Hook.f.

## Usos
El fruit pot ser collit verd i menjat com el carbassó o collit madur i usat com a recipient. Entre el 600 i 800 dC a l'imperi Chimor s'utilitzà per a comunicar-se amb un cordell que unia dos recipients fets amb el fruit ja assecat de la Cucurbita o la Lagenaria. També es poden fer servir els fruit per a construir mates.